# Кыргызский национальный университет имени Жусупа Баласагына
Кыргызский национальный университет имени Жусупа Баласагына (кирг. Жусуп Баласагын атындагы Кыргыз улуттук университети) — государственное высшее учебное заведение Кыргызстана, старейшее и крупнейшее высшее учебное заведение республики. Расположено в Бишкеке. Учебное заведение создано 25 октября 1925 года. Согласно постановлению состав КГПИ должен был состоять из 4-х факультетов: педолого-педагогического, физико-математического, общественно-экономического и литературно-лингвистического.
Награждён орденом Трудового Красного Знамени (1982).

## Названия
- С 25 октября 1925 года как Киргизский институт просвещения.
- В 1928 году преобразовано в Киргизский центральный педагогический техникум.
- С 1932 года — Киргизский педагогический институт имени М. В. Фрунзе.
- С 1951 года — Киргизский государственный университет.
- С 1972 года — Киргизский государственный университет им. 50-летия СССР.
- С 1993 года — Кыргызский государственный национальный университет.
- С 2002 года — Кыргызский национальный университет имени Жусупа Баласагына.

## История
25 октября 1925 года было принято решение об открытии Института просвещения. Это должно было решить проблемы в подготовке педагогических кадров на территории автономной республики. Время обучения — 7 лет.
В 1928 году решением правительства Киргизской АССР Институт просвещения преобразован в Киргизский центральный педагогический техникум. В августе 1929 года начали возводить новые здания, из других союзных республик приглашали специалистов, преподавателей и привозили оборудование.
13 января 1932 года постановлением СНК РСФСР педагогический техникум преобразован в Киргизский государственный педагогический институт имени М. В. Фрунзе. В институте действовали четыре факультета: физико-математический, биологический, литературный и факультет общественных наук. Первый учебный год начался 3 октября 1933 года.
Изначально преподавательский состав пединститута состоял из выпускников высших учебных заведений Москвы (5 чел.), Ленинграда (4 чел.), Киева (1 чел.), Ташкента (САГУ 2 чел.), Алма-Аты (Казахский пединститут 1 чел.) и др.
1930-40-е годы были для преподавательского состава Киргизского государственного педагогического института годами трудных испытаний, невосполнимых потерь на полях сражений Великой Отечественной войны. В то же время эти суровые годы стали эпохой зарождения, становления и накопления научно-педагогического опыта. Именно в это непростое время начала укрепляться  материально-техническая база педагогического института, отвечающая требованиям того времени, стабилизировался и стал развиваться в правильном направлении процесс обучения студентов, оживилась научно-исследовательская работа, углубились взаимосвязи и сотрудничество с центральными высшими учебными заведениями других республик. Преподавательским составом были успешно претворены в жизнь возложенные на него обязательства,  был внесён неоценимый вклад в развитие интеллектуального потенциала, социально-экономического, культурного развития страны, а также широкого распространения науки и знаний среди населения республики.
Появление после Великой Отечественной войны  новых отраслей народного хозяйства, быстрый темп технического прогресса, тесная связь науки и производства требовали перехода к особой универсальной подаче знаний. Поэтому по просьбе правительства Киргизской ССР Совет Министров СССР 24 мая 1951 года принял постановление об образовании на базе Киргизского государственного педагогического института Киргизского государственного университета (КГУ). 31 августа этого же года было проведено торжественное открытие первого в республике университета – пионера среди вузов страны. Несомненно, в своё время это явилось огромным событием в культурной жизни Киргизии.
Открытие университета подняло на совершенно новый уровень преподавание высшего образования в стране, открыло широкую дорогу в подготовке высококвалифицированных кадров для обеспечения ими отраслей народного хозяйства, школ, средне-специальных и высших учебных заведений, а также органов государственного управления.
21 мая 1951 года постановлением Совета министров СССР преобразован в Киргизский государственный университет, со следующими факультетами: филологический, биологический, физико-математический, исторический, геолого-геодезический. В постановлении, принятом Советом министров, Киргизский государственный университет относился к высшим учебным заведениям первой категории.
На основе некоторых факультетов КГУ в своё время в республике был открыт ряд высших учебных заведений. Например, в 1954 году на базе технического факультета образовалось самостоятельное высшее учебное заведение – Фрунзенский политехнический институт. В 1955 году на базе факультета физической культуры университета был образован Киргизский государственный институт физической культуры.
11 декабря 1972 года переименован в Киргизский государственный университет имени 50-летия СССР.
Указом президента Кыргызской Республики от 11 августа 1993 года преобразован в Кыргызский государственный национальный университет (КГНУ). Указом президента Кыргызской Республики от 11 мая 2002 года переименован в Кыргызский национальный университет имени Жусупа Баласагына.
31 мая — день создания Киргизского института просвещения — является ежегодно отмечаемым праздником коллектива университета.

## Структура университета
В КНУ есть профсоюзный комитет работников образования, защищающий профессиональные интересы работников образования.
Надзорную функцию в КНУ исполняет Попечительский совет, который включает в себя видных общественных деятелей, учёных и выпускников. Всего в Попечительском совете восемь членов.
Высшим коллегиальным органом управления в КНУ является Учёный совет, в котором 63 члена.
Кыргызский национальный университет включает следующие структуры:

### Факультеты[4]
1. Юридический факультет (ЮФ, «Юрфак»).
2. Факультет государственного и муниципального управления (ФГиМУ).
3. Факультет математики, информатики и кибернетики (ФМИК, «Матфак»).
4. Факультет физики и электроники (ФФиЭ).
5. Факультет информационных и инновационных технологий (ФИИТ).
6. Факультет химии и химической технологии (ФХиХТ, «Химфак»).
7. Факультет биологии (ФБ, «Биофак»).
8. Факультет географии и экологии и туризма (ФГЭиТ, «Геофак»).
9. Факультет кыргызской филологии (ФКФ, кирг. Кыргыз филология факультети).
10. Факультет русской и славянской филологии (ФРиСФ, «Русфак»).
11. Факультет журналистики (ФЖ, «Журфак»).
12. Факультет социально — гуманитарных наук (ФСГН).
13. Факультет иностранных языков (ФИЯ, «Инфак»).
14. Кыргызско—европейский факультет (КЕФ).
15. Факультет международных отношений и Востоковедения (ФМОиВ).
16. Кыргызско—китайский факультет (ККФ).
17. Педадогический факультет (ПФ, «Педфак»).
18. Факультет переподготовки и повышения кадров (ФПиПК).
19. Экономический факультет (ЭФ, «Экономфак»).
20. Факультет управления и бизнеса (ФУиБ).

### Институты
1. Кыргызско-китайский институт Конфуция.
2. Институт фундаментальных наук.
3. Институт истории и регионоведения (ИИиР, "Истфак")

### Колледжи
1. Профессиональный колледж.

### Центры, департаменты, отделы и секторы
1. Корейский центр при КНУ имени Ж. Баласагына (первый учебный корпус, кабинеты 128, 128 а).
2. Центр изучения турецкого языка (первый учебный корпус, кабинет 218).
3. Кыргызско-турецкий ресурсный центр имени Азиза Санджара (первый учебный корпус, кабинет 239).
4. Японский центр (седьмой учебный корпус, 2-й этаж).
5. Департамент международного сотрудничества[5] (первый учебный корпус, каб. 217).
6. Пресс служба[6].
7. Центр изучения языков (восьмой учебный корпус).
8. Общий отдел.
9. Архив.
10. Сектор по гражданской обороне и специальной, мобилизационной работе.
11. Отдел правовой работы.
12. Отдел кадров.
13. Учебно-методическое управление.
14. Отдел информатизации и координации учебной работы.
15. Сектор лицензирования, аккредитации и методической работы.
16. Диспетчерская служба.
17. Отдел по подготовке и выпуску документов об образовании.
18. Отдел аспирантуры, докторантуры и магистратуры.
19. Научная библиотека имени А. Табалдиева[7].
20. Отдел информационных технологий и технического обслуживания компьютеров.
21. Отдел государственного языка.
22. Отдел по воспитательной работе.
23. Сектор практики и трудоустройства.
24. Научно-исследовательский центр «Мониторинг атмосферы».
25. Молодёжный комитет.
26. Совет молодых учёных.
27. Ассоциация выпускников.

### Хозяйственное управление
Хозяйственное управление КНУ имени Ж. Баласагына осуществляется проректором по административно-хозяйственной работе. Управление состоит из следующих структур:
1. Планово-финансовый отдел.
2. Бухгалтерия.
3. Отдел по эксплуатации зданий и сооружений.
4. Производственно-технический сектор.
5. Сектор по материальному снабжению государственными закупками.
6. Сектор по технике безопасности и охране труда.
7. Сектор по спортивных услугам.
8. Служба сантехников, электриков, столяров, АТС.
9. Служба охраны.
10. Департамент автотранспорта.
11. Ботанический сад и благоустройство территории КНУ.
12. РВУ.
13. Пансионат «Университет».
14. Типография.
15. СОЛ «Азамат».
16. Художник-дизайнер.

### Филиалы
1. Филиал в городе Ош, Кыргызстан (Экономическо — педагогический факультет).

### Кафедры
В КНУ ведёт свою деятельность Гимназия КНУ и Кафедра физической культуры спорта. Всего в КНУ 61 кафедра на 19 факультетах.

## Международное сотрудничество
В настоящее время Кыргызский национальный университет, как один из лидеров среди высших учебных заведений страны, приобретает всё больший авторитет среди молодёжи и становится популярным и известным не только в республике, но и в странах ближнего и дальнего зарубежья.
В рамках международных проектов (МНТЦ, INTAS, IREKS, TEMPUS и др.) заключены и реализуются соглашения, предусматривающие научное сотрудничество более чем с 50 крупнейшими зарубежными университетами, центрами, международными проектами и программами Европы, США, Канады. Активизировалась интеграция Кыргызского национального университета в ассоциацию ведущих университетов развитых стран мира (Евразийскую, Lingua-UNI и др.).
В рамках Сетевого Университета СНГ и Университета ШОС по подготовке магистров в области международных отношений факультет поддерживает связь следующими вузами:
- Российским университетом дружбы народов (РУДН);
- МГИМО (Университет),
- Томским государственным университетом,
- Лингвистическим Университетом РФ,

по окончании которых обучающиеся получают два диплома магистра - Российский и Кыргызского Национального Университета им. Ж. Баласагына.
В рамках двусторонних соглашений факультет Международных отношений и востоковедения сотрудничает с:
- Дипломатической Академией МИД РФ;
- Факультетом Международных отношений Санкт-Петербургского Государственного Университета РФ;
- Институтом международных отношений им. Джексона Вашингтонского Университета (Сиэтл);
- Университетом Индианы (Блумингтон);
- Центром гражданского общества Университета Джонса Хопкинса (Балтимор);
- Джорджтаунским Университетом (Вашингтон);
- Центром Ближнего Востока Колумбийского Университета (Нью-Йорк);
- Университетом Кентукки (Лексингтон),
- Университетами КНР: Синьцзянским педагогическим, Хуа Хайским, Шанхайским университетом международных отношений и права,
- Пекинским университетом иностранных языков и др.
- Университетами Кореи;
- Университетами Японии:
- Токийским университетом международных отношений, университетами Кокушиканским, Цукуба и Васэда ,

а также
- Университетом Сеги (Малайзия),
- Университетом Гунадарма и Джакарта (Индонезия).

## Редакционно издательский отдел («Вестник КНУ»)
Журнал «Вестник Кыргызского Национального университета имени Жусупа Баласагына» издаётся с 1997 года. Является научно-образовательным, информационным изданием КНУ. Журнал зарегистрирован Министерством юстиции Кыргызской Республики (Свидетельство о регистрации № 1530 от 15 мая 2009 года).

Журнал включён в перечень ведущих рецензируемых научных журналов и изданий, рекомендованных Высшей аттестационной комиссией Кыргызской Республики.
Ежеквартальный научно-образовательный и информационный журнал предназначен для публикаций основных результатов диссертаций на соискание учёных степеней кандидата и доктора наук в области естественных и технических, гуманитарных и общественных наук, образования и педагогики, информатики и инновационных технологий, а также проблем истории и современного состояние высшей школы Кыргызской Республики, в том числе КНУ. В журнале освещаются вопросы теории и практики модернизации отечественного и зарубежного высшего образования.
Лицензионный договор о включении журнала в перечень изданий, включённых в систему Российского индекса научного цитирования, заключён 1 марта 2016 года № 03-01/2016.
Всего за 2016 год было издано пять выпусков. Из них четыре номера — плановые, один номер — специальный выпуск. Все статьи выпусков за 2016 год вошли в РИНЦ, что подтверждено на сайте РИНЦ. Статистики по цитированию нет.
Заведующий отделом и главный редактор журнала — Чотонов У., доктор исторических наук, профессор.
Зарубежные члены редакционно-издательского совета:
- Бородкин Л. И. — доктор ист. наук, проф. МГУ имени М. В. Ломоносова, чл.-корр. РАЕН.
- Ахунбаев А. — зав. сектором исследования стран Евразийского Банка Развития, доктор, профессор.
- Перегудин С. И. — доктор физ.-мат. наук, профессор Санкт-Петербургского государственного университета.

## Учебный процесс в КНУ
Учебный процесс в КНУ происходит по направлениям:
1. по бакалавриату: очно и заочно; по 56 направлениям.
2. по специалитету: очно и заочно; по пяти направлениям.
3. по магистратуре: очно и заочно; по 32 направлениям.
4. по средне-профессиональному образованию: очно и заочно; по 14 направлениям.
5. на экономико-педагогическом факультете в городе Ош — заочно; по 10 направлениям.

Учебный процесс проходит по Болонскому процессу.

## Ректоры КНУ
| №  | Сроки      | Ф. И. О. ректора               |
| -- | ---------- | ------------------------------ |
| 1  | 1951—1954  | Жамгырчинов Б. Ж.              |
| 2  | 1954—1960  | Юнусалиев Б. М.                |
| 3  | 1960—1977  | Табышалиев С. Т.               |
| 4  | 1977—1979  | Иманалиев М. И.                |
| 5  | 1979—1986  | Оторбаев К. О.                 |
| 6  | 1986—1992  | Асанов У. А.                   |
| 7  | 1992—1998  | Токтомышев С. Ш.               |
| 8  | 1998—2000  | Борубаев А. А.                 |
| 9  | 2000—2005  | Какеев А. Ч.                   |
| 10 | 2005—2006  | и. о. ректора Болджурова И. С. |
| 11 | 2006—2008  | Омурканов Ы. К.                |
| 12 | 2008—2009  | Бекбалаев А. А.                |
| 13 | 2009—2010  | Нур уулу Досбол                |
| 14 | 2010—2011  | Акунов А. А.                   |
| 15 | 2011—2014  | Исамидинов И. Ч.               |
| 16 | 2015—2017  | Адамкулова Ч. У.               |
| 17 | 2017—2022  | Садыков К. Ж.                  |
| 18 | 2022—н. в. | Абдырахманов Т. А.             |

## Известные преподаватели
По состоянию на 2016—2017 учебный год, в КНУ штатных сотрудников профессорско-преподавательского состава работает 2654 человека. Из них с учёной степенью: 1908 человек, что составляет 71,9 % от общего количества штатных преподавателей. Также, в КНУ работает 271 человек по совместительству. Из них с учёной степенью: 183 человека, что составляет 67,5 % от общего количества преподавателей по совместительству. Итого в КНУ работает 2837 человек, из которых 2091 человек (73.7 %) обладают учёной степенью, в том числе 103 человека, обладающих степенью докторов наук, 469 человек кандидатов докторов наук, 67 профессоров, 339 доцентов.
- Тыныстанов, Касым (1901—1938) — основоположник киргизской письменности, профессор.
- Аида Салянова — кандидат юридических наук.
- Василенко, Елена Николаевна (выпуск 1988)- первая квалификационная категории, инклюзивное образование.
- Левитин, Леонид Исидорович (1931—2011) — доктор юридических наук, профессор.
- Омурбеков, Токторбек Наматбекович (1955—2019) — доктор исторических наук, почётный профессор.
- Орозбекова А. М., ст. преп. кафедры кредитно-денежных отношений и налогов
- Карыпов Б. К., ст. преп. кафедры теории государства и права
- Сарыгулова Р. К., к. э. н., доц.
- Исмаилова Б. М., д. ф. н., проф.
- Саадабаев А. С., доктор, проф.
- Мамбетакунов Э. М., д. ф.-м. н., проф., член корр. НАН КР
- Карабаев С. О., д. х. н., проф.
- Арзыматова А. А., д. и. н., проф

## Известные выпускники
- Категория:Выпускники Кыргызского национального университета

## Библиотека
Научная библиотека КНУ — одна из крупнейших вузовских библиотек в системе высшего образования Киргизии. В состав книжного фонда входит научная, учебная и художественная литература, книги на киргизском и русском языках по всем отраслям знаний, иностранная литература, периодические и продолжающиеся издания, труды, учёные записки, кандидатские и докторские диссертации, авторефераты, энциклопедические и справочные издания.
Научная библиотека была создана в 1932 году на основе Киргизского педагогического института. В 1941 году книжный фонд библиотеки составлял 134 тысячи экземпляров, полученных из вузов Москвы, Ленинграда и других крупных городов СССР. В 1951 году библиотека КНУ получила в дар учебную, научную и художественную литературу из Одесского, Киевского, Харьковского, Казахского и Томского вузов, а также из Академий наук Армении, Грузии, Узбекистана и Украины.
Библиотека располагается в 8 учебных корпусах, в штате 60 сотрудников.